# Atopodontus adriaensi
Atopodontus adriaensi är en fiskart som beskrevs av John P. Friel och Thomas R. Vigliotta 2008. Atopodontus adriaensi ingår i släktet Atopodontus och familjen Mochokidae. IUCN kategoriserar arten globalt som otillräckligt studerad. Inga underarter finns listade.